# 小行星5403
小行星5403（英語：5403 Takachiho）是一颗围绕太阳公转的小行星。1990年2月20日，串田嘉男、M. Inoue在八之岳发现了此天体。
这颗小行星的绝对星等为45.32423312760483等。